# Konzentrationslager Chiesanuova
Das Konzentrationslager Chiesanuova (campo di concentramento di Chiesanuova) war zur Zeit des Zweiten Weltkrieges ein italienisches Konzentrationslager des faschistischen Italien in der Nähe von Padua. Es diente unter Verwaltung des italienischen Militärs der Internierung jugoslawischer Zivilisten hauptsächlich Slowenen  aber auch Kroaten. Die ersten Häftlinge transferierte man am 14. August 1942 aus dem KZ Monigo nach Chiesanuova. Nach dem Waffenstillstand von Cassibile wurde das Lager am 10. September 1943 aufgelöst. 
| August 1942 | September 1942 | Dezember 1942 | Februar 1943 | April 1943 | Juni 1943 | Juli 1943 |
| ----------- | -------------- | ------------- | ------------ | ---------- | --------- | --------- |
| 1429        | 2129           | 3039          | 3403         | 3015       | 2857      | 3410      |